# پژواک‌هایی در خلیج کم‌عمق
| بررسی انتقادی               | بررسی انتقادی |
| منبع                        | رتبه‌بندی      |
| --------------------------- | ------------- |
| آل‌میوزیک                    | [ ۱ ]         |
| راهنمای ضبط آلترناتیو اسپین | ۶/۱۰          |

پژواک‌هایی در خلیج کم‌عمق (به انگلیسی: Echoes in a Shallow Bay) یک ئی‌پی از گروهٔ موسیقی آلترناتیو راک اسکاتلندی کوکتو تویینز می‌باشد که دو هفته پس از انتشار دینامیت کوچک در ۲۹ نوامبر سال ۱۹۸۵ از سوی ۴ای‌دی منتشر گردیده است. این ئی‌پی حاوی چهار قطعهٔ بی‌آلبوم بود.